# Apronopa levis
Apronopa levis är en stekelart som beskrevs av Papp 2007. Apronopa levis ingår i släktet Apronopa och familjen bracksteklar. Inga underarter finns listade i Catalogue of Life.